# Cynaeda mardinalis
Cynaeda mardinalis là một loài bướm đêm trong họ Crambidae.